# Kvarteret Riddaren

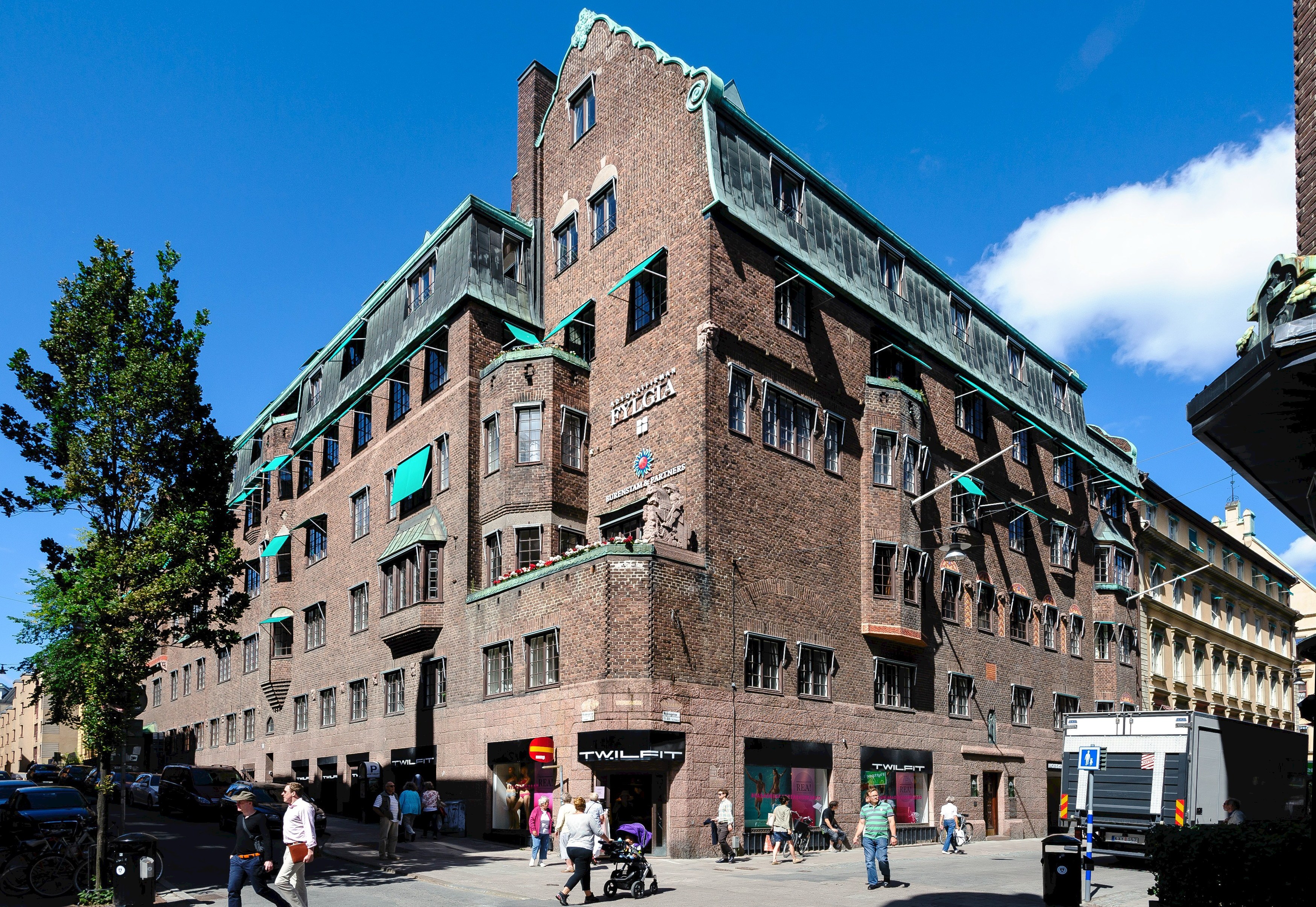
Riddaren 27, hörnet Nybrogatan / Riddargatan.

Kvarteret Riddaren ligger på Östermalm i Stockholm. Kvarteret, som är ett av de största innerstadskvarteren, omges av Grev Turegatan i väster, Humlegårdsgatan i norr, Nybrogatan i öster och Riddargatan i söder. Mest kända byggnaden i kvarteret är Östermalms saluhall belägen i nordöstra hörnet.

## Historik
På 1600-talets mitt fanns två kvarter vid namn Riddaren, ett på Ladugårdslandet och ett på Norrmalm. För att undvika förväxlingar försvann det senare på 1920-talet från Stockholms kartor och fick namnet Pennfäktaren, belägen vid nuvarande Vasagatan. Kvartersnamnet Riddaren på Östermalm har troligen sitt ursprung i ätterna Brahe och Oxenstierna vilka på 1600-talet hade stora tomter och trädgårdar norr om Ladugårdslandsviken (dagens Nybroviken). På platsen för dagens kvarteret Riddaren ägde Gabriel Gustafsson Oxenstierna en malmgård. Troligen var det hans son, Ture Gabrielsson Oxenstierna (1614-1669), vilken efter honom innehade egendomen och som även gav namn åt Grev Turegatan. Kvarteret framgår på Petrus Tillaeus karta från 1733 (nr 20). I sydvästra hörnet fanns en backe, då kallad Sperlingens Backe (efter generalmajoren Caspar Otto Sperling). Berget kallades även Skravelberget som fortfarande präglar Styckjunkargatan och Riddargatans början. Vid Sperlings backe bodde också den tyskfödde hovbagaren Martin Kammecker och här stod väderkvarnen Slipan (litt. ”f”) som var en stolpkvarn från 1600-talet, den brann troligen ned 1686, men återuppfördes därefter och syns på Tillaeus karta. På 1800-talet är kvarnen inte längre känd.

### Kvarteret genom tiden

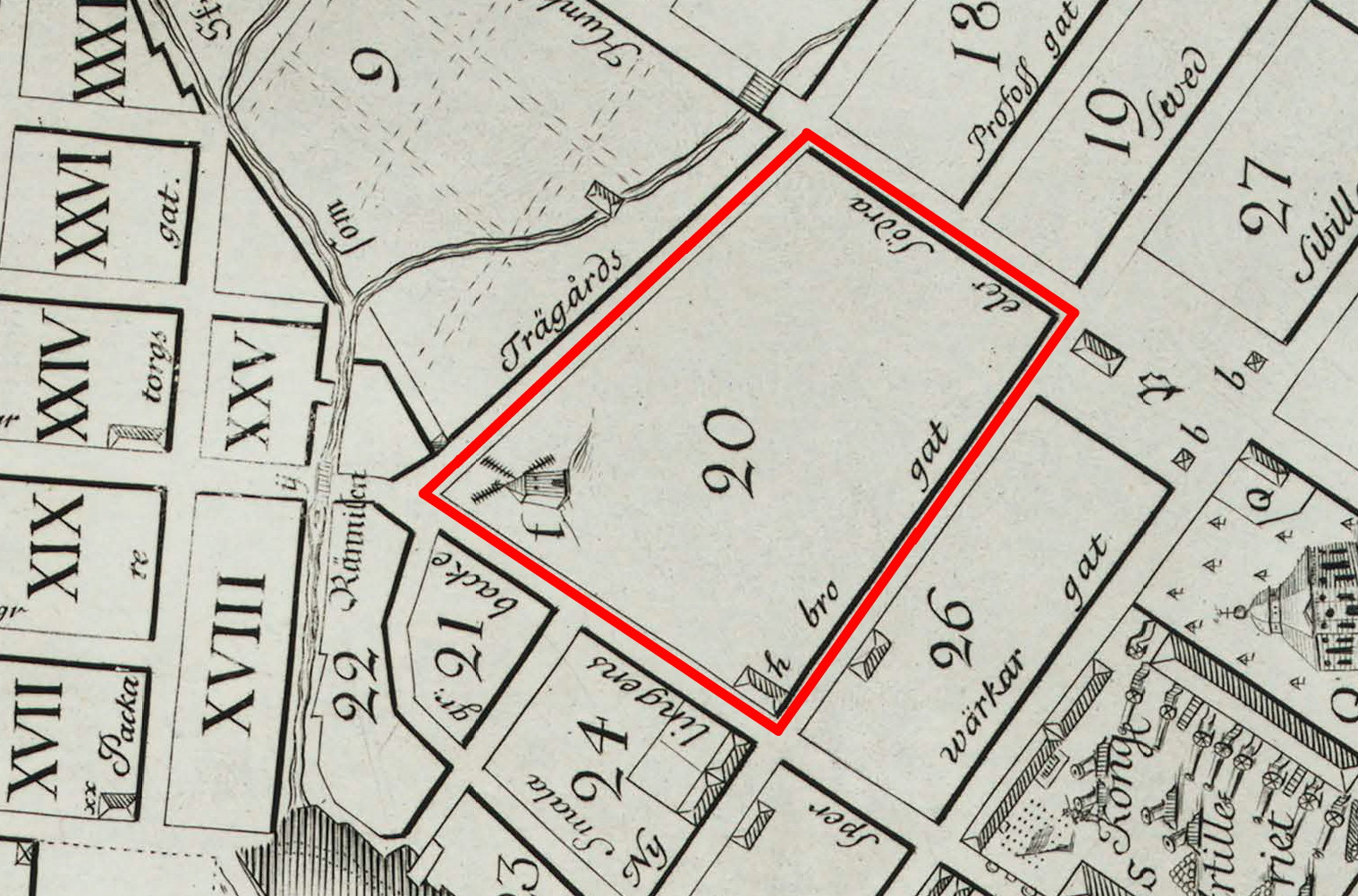
1733.
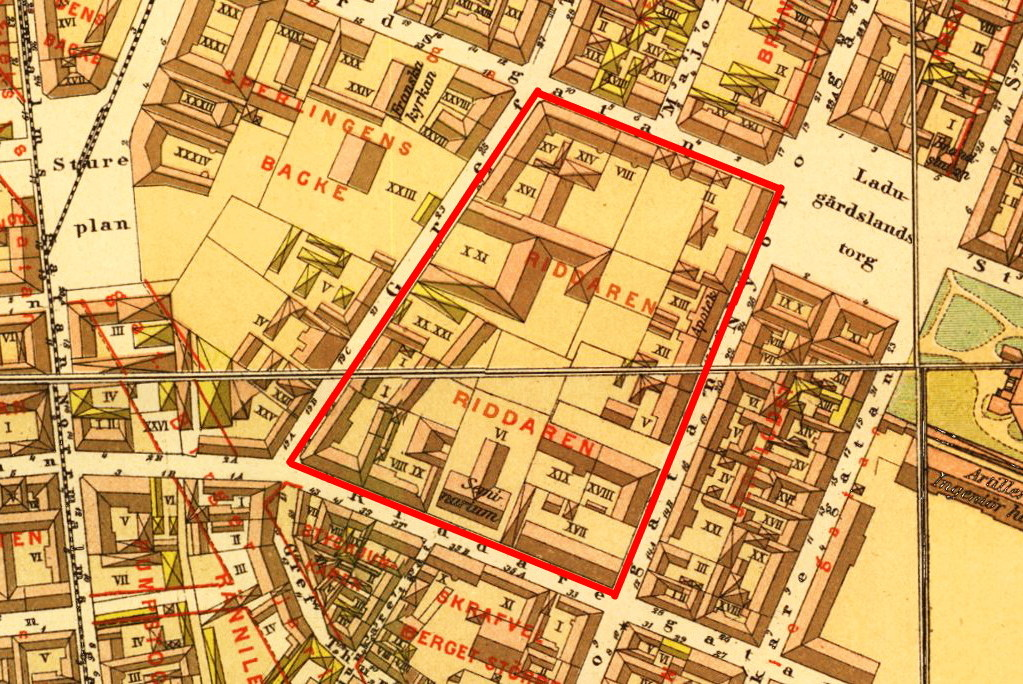
1885.
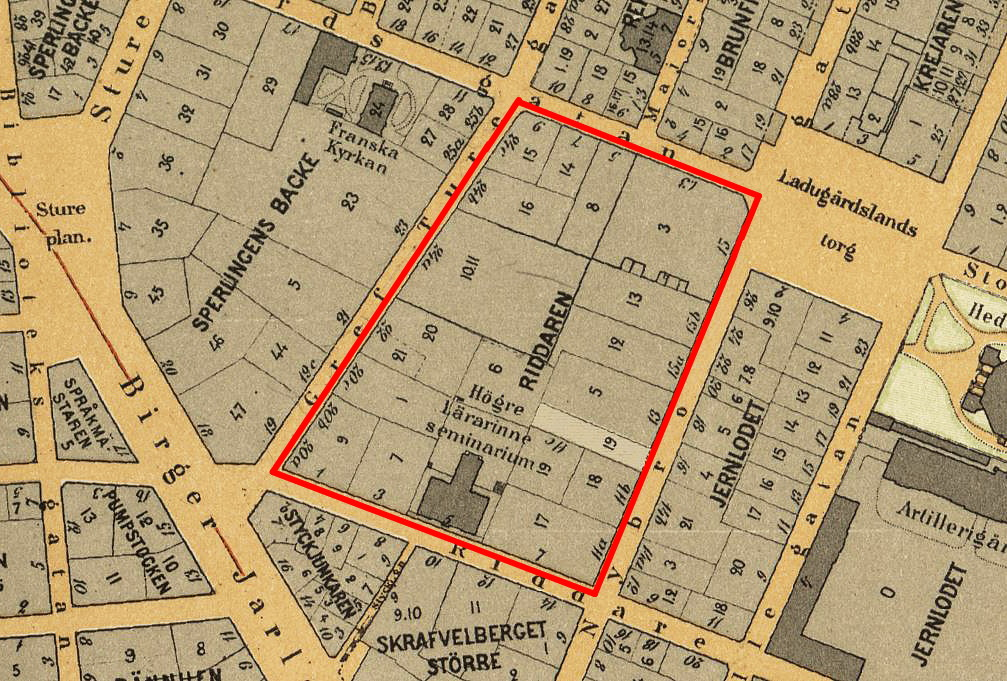
1899.
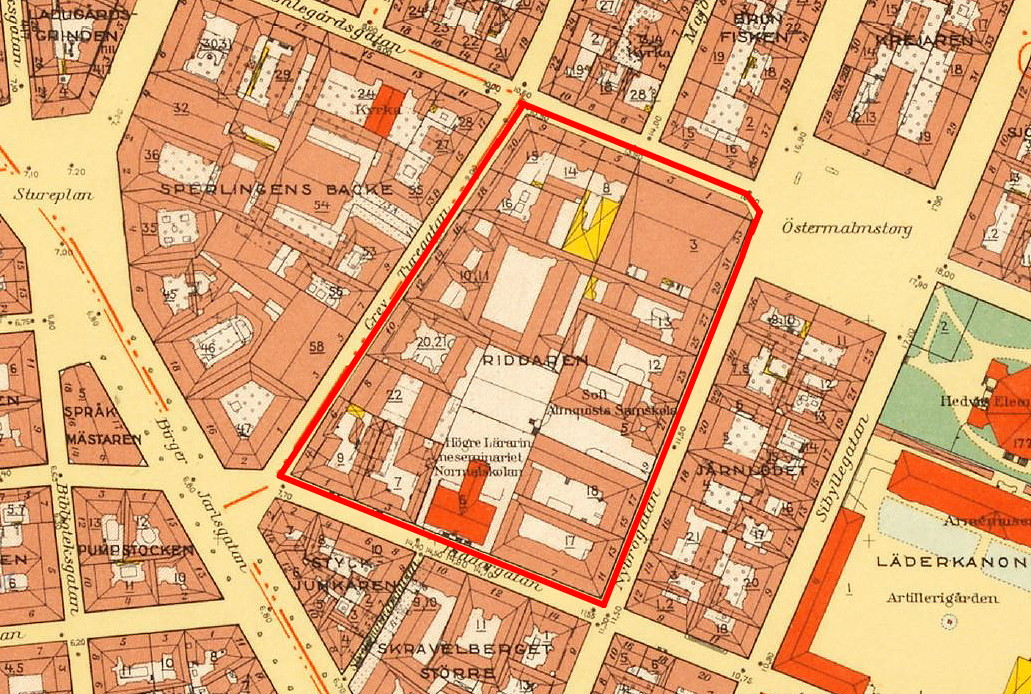
1940.

## Bebyggelsen

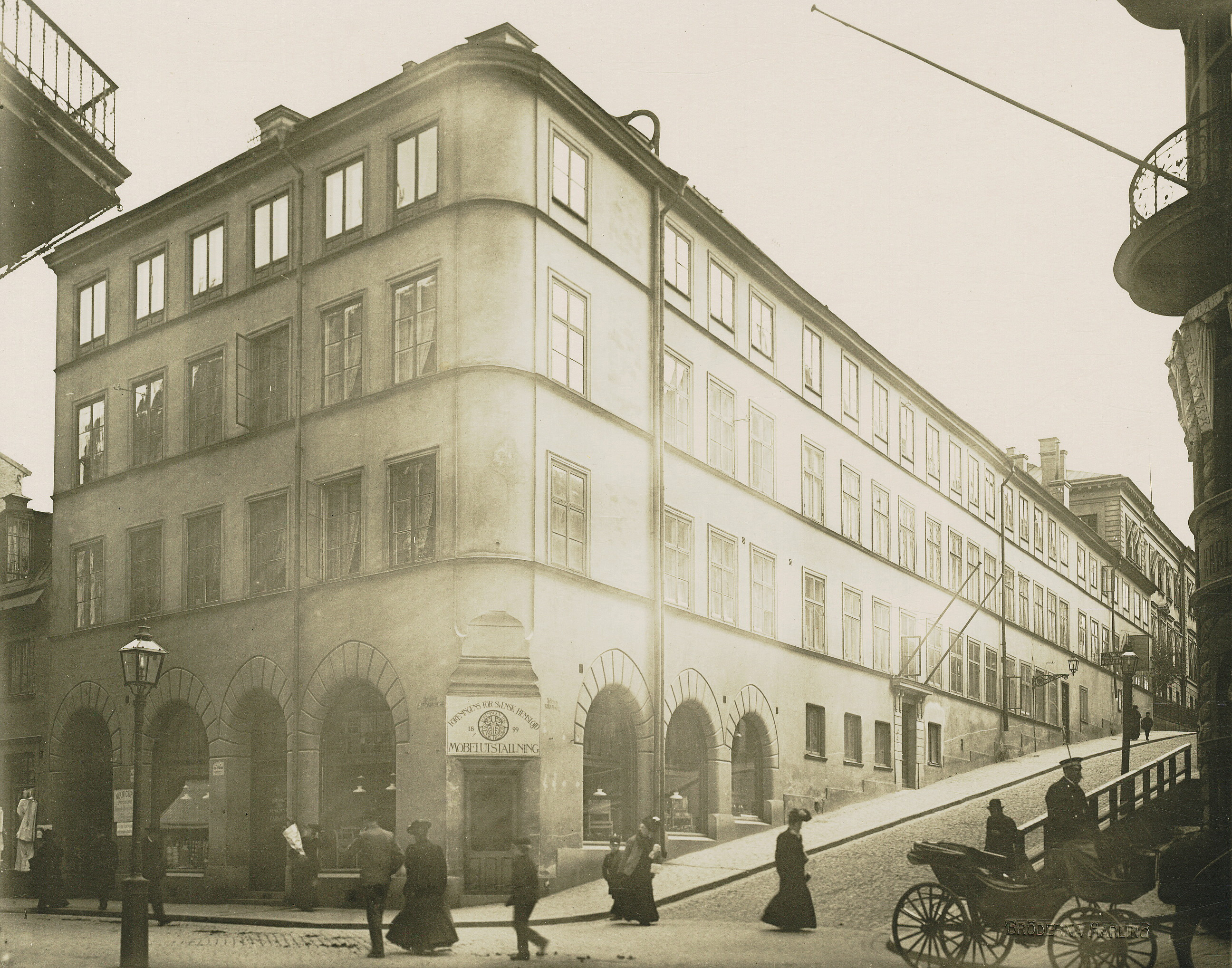
Hörnet Riddargatan / Grev Turegatan, 1907. Huset revs 1973 och tomten (nuvarande Riddaren 23) bebyggdes med ett nytt bostads- och affärshus 1980.

Riddaren är, tillsammans med intilliggande Sperlingens backe, ett av de största innerstadskvarteren och består idag av ett 15-tal fastigheter. Området stadsplanerades i mitten av 1600-talet när en rutnätsplan lades över Norrmalm och Ladugårdslandet (se Stadsplanering i Stockholm). Kvarterets södra del började bebyggas under 1800-talets första hälft, men dagens byggnader är av yngre datum och härrör från 1860-talet och framåt. 
I hörnet Humlegårdsgatan / Grev Turegatan finns fyra fastigheter intill varandra (Riddaren 8, 14, 15 och 16) vilka ritades och byggdes av Emil Hawerman, med början 1862. Hawerman var både arkitekt, byggherre och byggmästare. Husen bevarar ännu i stort sina fasader från denna tid med rusticerade bottenvåningar, släta väggar däröver och enkelt profilerade fönsteromfattningar med ett kraftigare utskjutande fönsteröverstycken. Husen med sina fyra våningar verkar idag låga men enligt byggnadsstadgan från 1876 var hushöjden (från gatuplan till takfot) begränsad till gatubredd plus 1,5 meter och där rymdes bara fyra våningar. Ett av husen, Riddaren 14 (Humlegårdsgatan 7), höjdes 1914 med en våning.
Enligt ett stadsplaneförslag från 1935 för kvarteret Riddaren skulle Grev Turegatan breddas mot öster, Humlegårdsgatan mot söder och Nybrogatan mot väster vilket hade inneburit rivning av berörda gatubyggnader. Stadsplanen följdes aldrig av de berörda fastighetsägarna fullt ut med undantag för Riddaren 24, Grev Turegatan 8, där det nya fasadlivet flyttades fyra meter in. Den planerade gatulinjen slopades först i och med nu gällande stadsplan som fastställdes 1979.
Inom kvarteret låg även två biografer:
- Östermalms-Biografen (1906-1928), Grev Turegatan 8
- Elite-Biografen, (1908-1958),  Grev Turegatan 18

Tre fastigheter (Riddaren 3, Riddaren 10 och Riddaren 27) anses av Stadsmuseet i Stockholm representerar "synnerligen höga kulturhistoriska värden" och är blåmärkta. Åtta fastigheter (6, 8, 12, 13, 14, 15, 16 och 23) är grönmärkta vilket innebär "särskilt värdefull från historisk, kulturhistorisk, miljömässig eller konstnärlig synpunkt".

## Kvarterets byggnader (urval)

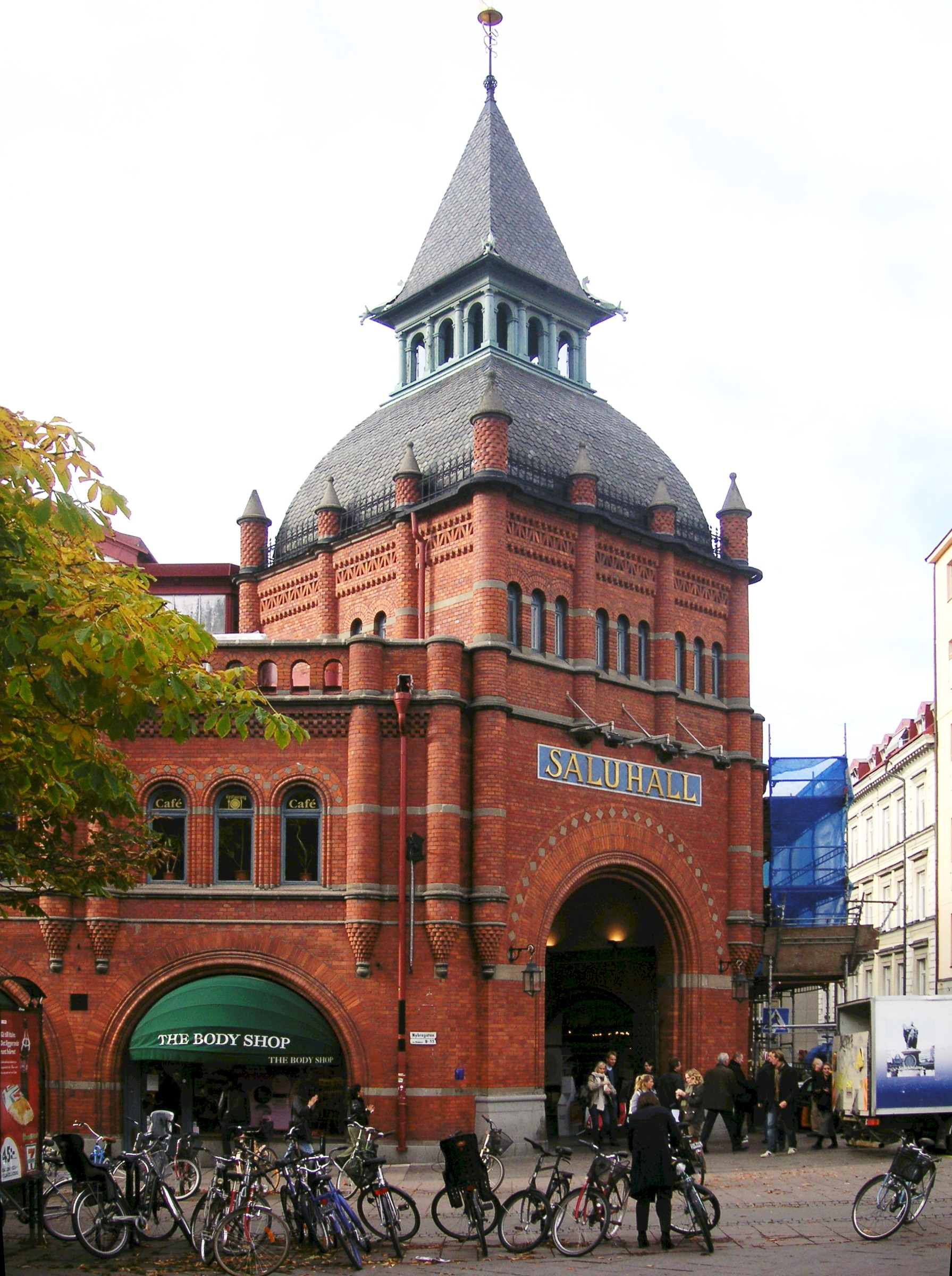
Östermalms saluhall (Riddaren 3).

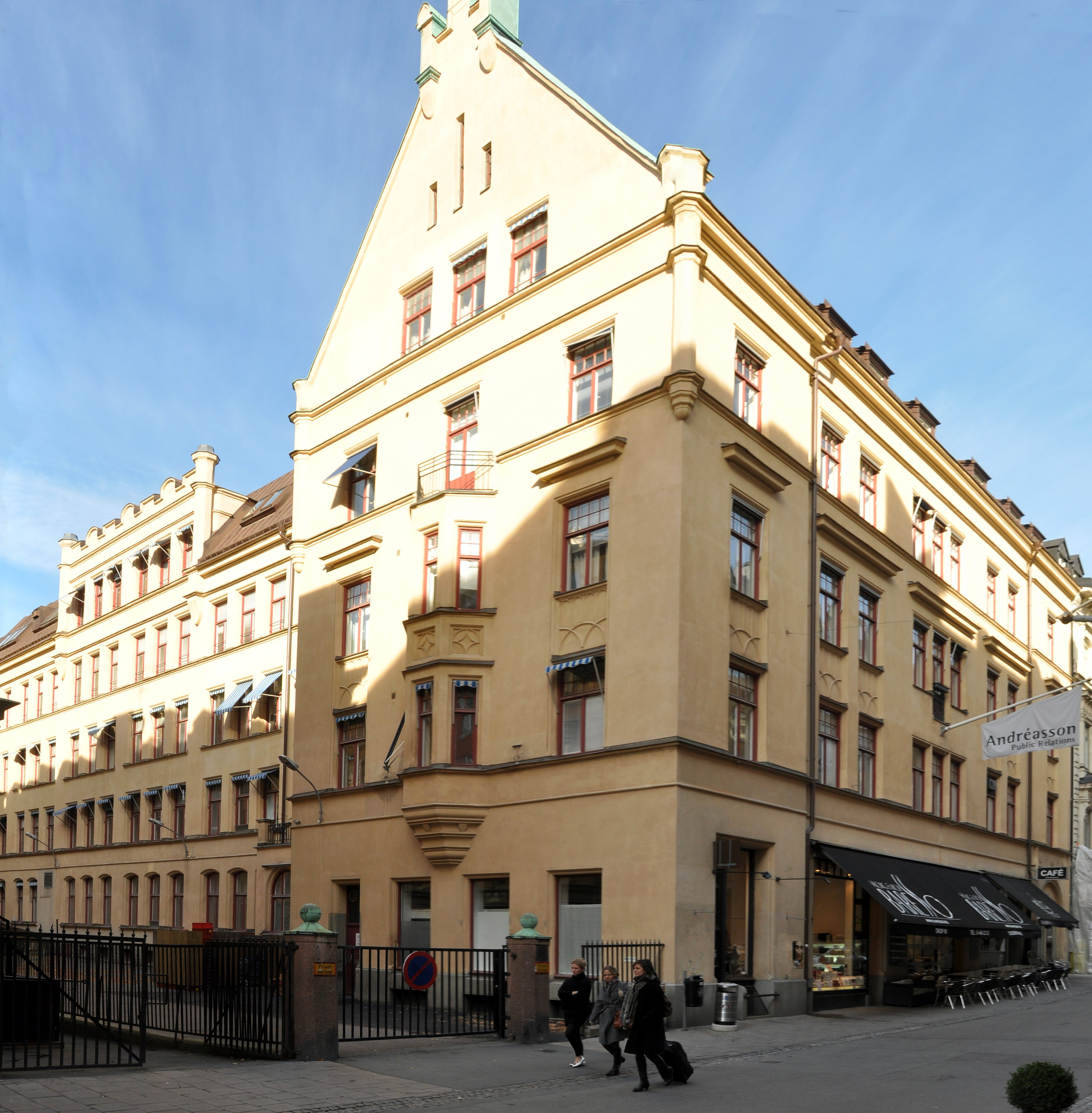
Almquistska samskolan (Riddaren 5).

- Riddaren 3 (Nybrogatan 31 / Humlegårdsgatan 1), även känt som Östermalms saluhall: uppfört 1885-1889 efter ritningar av arkitekterna Isak Gustaf Clason och Kasper Salin. Den cirka 3 000 m² stora saluhallen med fasader i rött murtegel invigdes den 30 november 1888 i kung Oscar II:s närvaro. Mellan åren 2016 och 2020 renoverades byggnaden från grunden. Under tiden skedde handeln i en provisorisk byggnad på Östermalmstorg.[2] Blåmärkt av Stadsmuseet.

- Riddaren 5 (Nybrogatan 19-21), även känt som Sofi Almquists samskola: uppfört 1873 efter ritningar av arkitekt Konrad Elméus som skola och uppkallat efter reformpedagogen Sofi Almquist. Skolan lades ned 1936. En annan skola har senare övertagit dess lokaler tillsammans med lokaler i Riddaren 6 vid Riddargatan 5.[3]

- Riddaren 6 (Riddargatan 5), även känt som Högre lärarinneseminariet: uppfört 1870-1871 efter ritningar av arkitekt  Gustaf Sjöberg. På 1950- till 1970-talen låg Stockholms småskole- och förskoleseminarium i byggnaden och 1990-2016 judiska Hillelskolan. Tomten ägs av Stockholms stad och upplåts med tomträtt till Judiska församlingen.[4] På Riddaren 5 och 6 utfördes 2015-2016 huset Bajit för den judiska utbildnings- och kulturverksamheten i kvarteret, arkitekt Aleksander Wolodarski.

- Riddaren 10 (Grev Turegatan 12-16), även känt som Stockholms Tattersall: uppfört 1896-1898 efter ritningar av arkitekterna Kasper Salin och Gustaf Lindgren. Ursprungligen var den stora anläggningen en påkostad ridanläggning med bland annat restaurang, velociped- och lawntennisbana. Verksamheten gick dock i konkurs redan efter två år. Den vid tiden omtalade branden på Tattersall förstörde 1913 ridhallen och stora delar av byggnaden. 1919 övertogs fastigheten av Ingenjörsvetenskapsakademien som än idag har sin verksamhet där. I huset låg Restaurant Tattersall mellan 1898 och 1969.[5] Blåmärkt av Stadsmuseet.

- Riddaren 12 (Nybrogatan 23): uppfört 1886 efter ritningar av Anders Gustaf Forsberg.[6] Grönmärkt av Stadsmuseet.

- Riddaren 13 (Nybrogatan 25-27): uppfört 1870 efter ritningar av okänd arkitekt. Här bodde läkaren och livmedikus Axel Munthe mellan 1871 och 1874. Munthes far, apotekaren Fredrik Munthe öppnade i bottenvåningen 1871 Apoteket Vita Björnen som existerade på denna adress fram till 1907.[7] Gårdshuset byggdes 1912 för Pix karamellfabrik. I huset en trappa upp låg under andra världskriget ”Büro Wagner”. Därifrån ledde den tyske majoren Hans Wagner det tyska kontraspionaget mot de allierade.[8] Grönmärkt av Stadsmuseet.

- Riddaren 14 (Humlegårdsgatan 7): uppfört 1863 efter ritningar av arkitekt Emil Hawerman som även kort därefter ritade grannhuset Riddaren 15.[9] Det ursprungligen fyra våningar höga gathuset höjdes 1914 med en våning, samtidigt tillkom gårdshuset, arkitekt Rudolf Arborelius. Grönmärkt av Stadsmuseet.

- Riddaren 15 (Grev Turegatan 20 / Humlegårdsgatan 9): uppfört 1865 efter ritningar av arkitekt Emil Hawerman som även var byggherre.[10] Grönmärkt av Stadsmuseet.

- Riddaren 16 (Grev Turegaten 18): uppfört 1869 efter ritningar av Emil Hawerman som även var byggherre. En omfattande ombyggnad genomfördes 1877 av byggmästaren Lars Magnus Elfling efter ritningar av arkitekt Oskar Erikson.[11] I huset låg Elite-Biografen mellan 1908 och 1958. Vid nedläggningen hette den Artist Bio. Grönmärkt av Stadsmuseet.

- Riddaren 18 (Nybrogatan 15-17), även känt som Astoriahuset: uppfört 1873 efter ritningar av ingenjör Julius Frosell.[12] Huset har sitt namn efter biografen Astoria som existerade mellan 1928 och 2007. För närvarande (2020) pågår en större om- och tillbyggnad av fastigheten som även inkluderar rivning av gårdsflygeln.[13] Mellan Riddaren 18 och 5 finns ett litet torg, Sofi Almquists Plats, uppkallat efter Sofi Almquist och Sofi Almquists samskola som låg i fastigheten Riddaren 5.

- Riddaren 20/21 (Grev Turegatan 10): uppfört 1904-1905 efter ritningar av arkitektkontoret Hagström & Ekman. Ett flerbostadshus med fasader inspirerade av jugendstil. Huset rustades upp på 1930-talet varvid fasaden hyvlades.[14] I början av 2010-talet fick gatufasaden en del av sina dekorationer i jugendstil tillbaka.

- Riddaren 24 (Grev Turegatan 8), även känt som Ture No 8: uppfört 2014 efter ritningar av Vera Arkitekter. På platsen fanns ett flerbostadshus från 1938 vars gatufasad hade flyttats in fyra meter i förhållande till den gamla gatulinjen och uppfyllde därmed gällande stadsplan från 1935.[15] I juli 2010 vann en ny detaljplan laga kraft i syfte att rekonstruera den ursprungliga kvartersstrukturen. Ture No 8 blev ett mycket exklusivt bostadshus med 61 bostadsrätter. Huset nominerades till Årets Stockholmsbyggnad 2015 och hamnade på plats fyra (av tio deltagare). [16]

- Riddaren 27 (Nybrogatan 11 / Riddargatan 7): uppfört 1910-1912 efter ritningar av arkitekt Cyrillus Johansson på uppdrag av affärsmannen Anders Andersson.[17] Byggnadens arkitektur präglas av de nationalromantiska strömningarna som förekom kring 1910-talet. Efter Anderssons död 1929 tog hans systerson, Carl-Otto Heigard, över och etablerade 1933 här möbel- och inredningsfirman Nordiska Galleriet som fortfarande finns kvar på samma plats, likaså Twilfits första butik vars försäljningslokal ligger sedan december 1922 i hörnet Riddargatan / Nybrogatan.[18][19]

### Nutida bilder

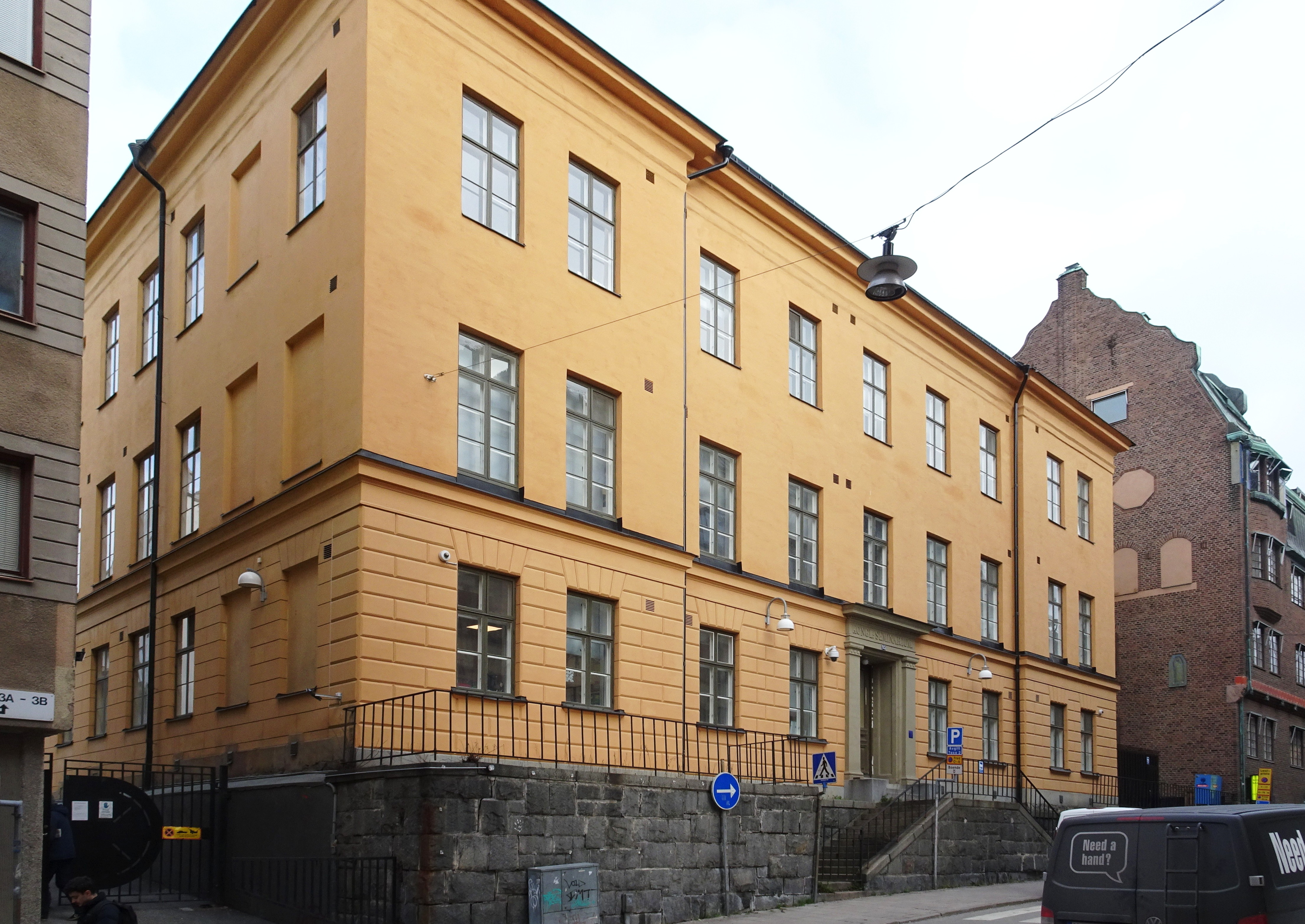
Högre lärarinneseminariet (Riddaren 6).
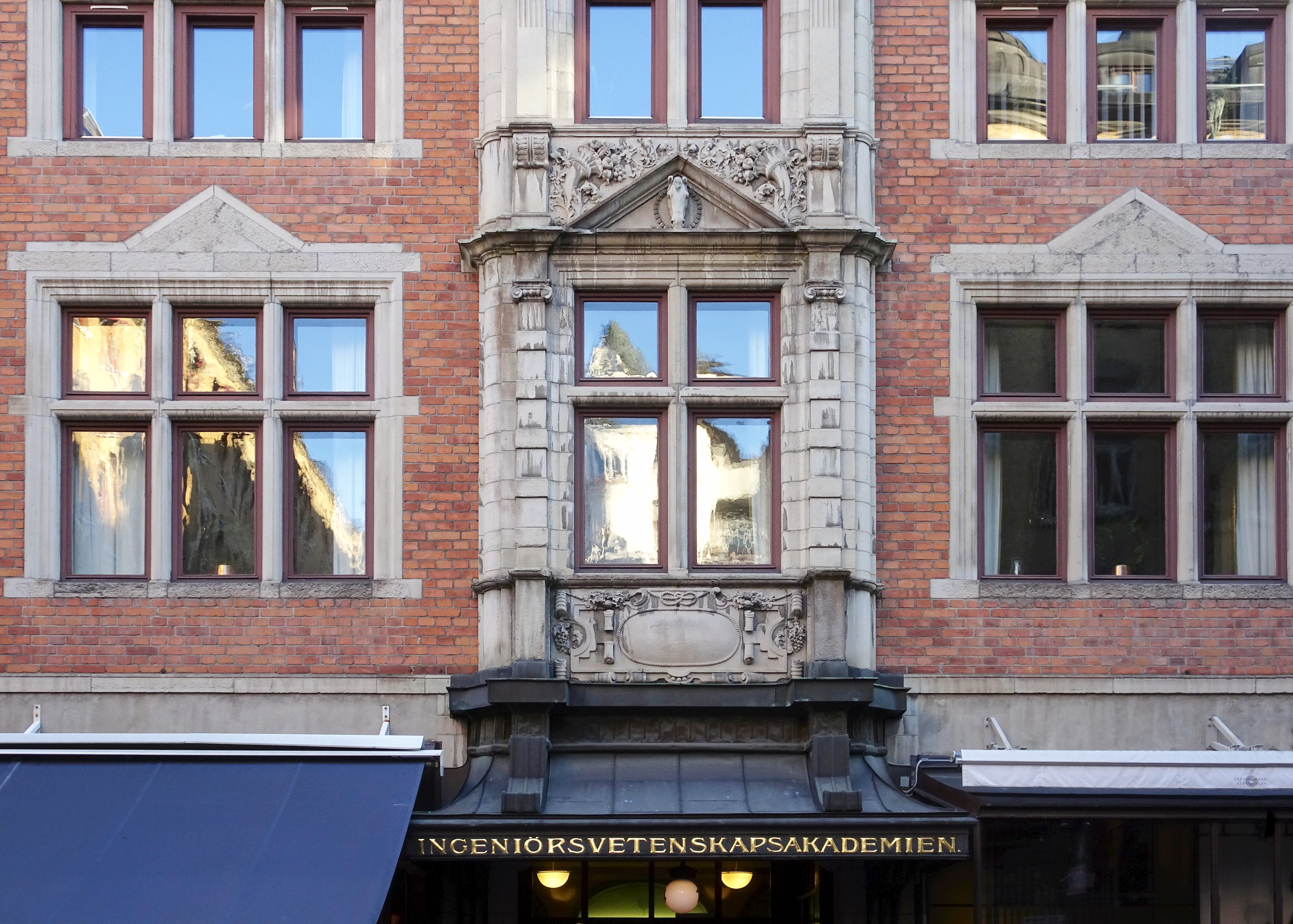
Stockholms Tattersall (Riddaren 10)
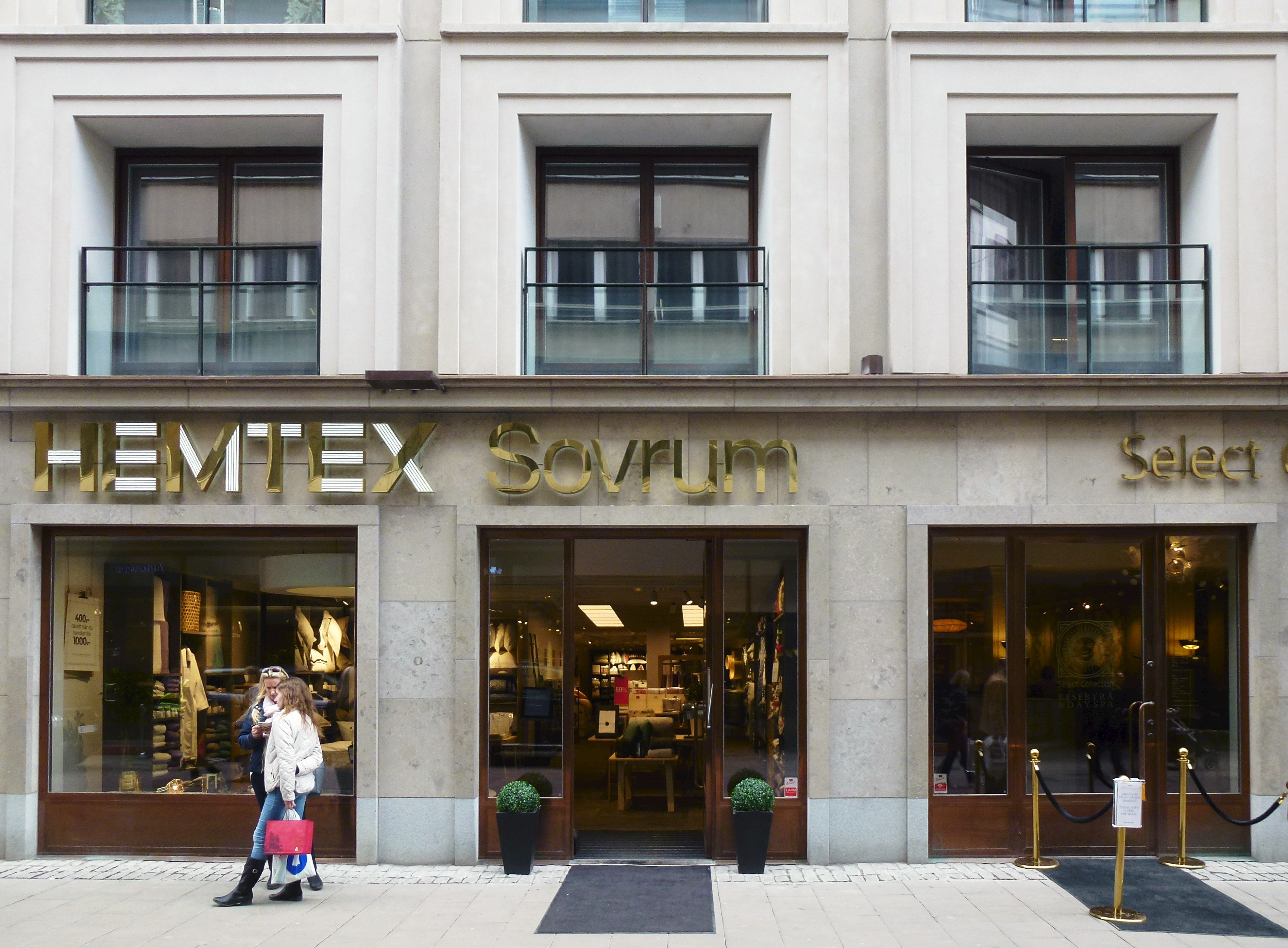
Ture No 8 (Riddaren 24)
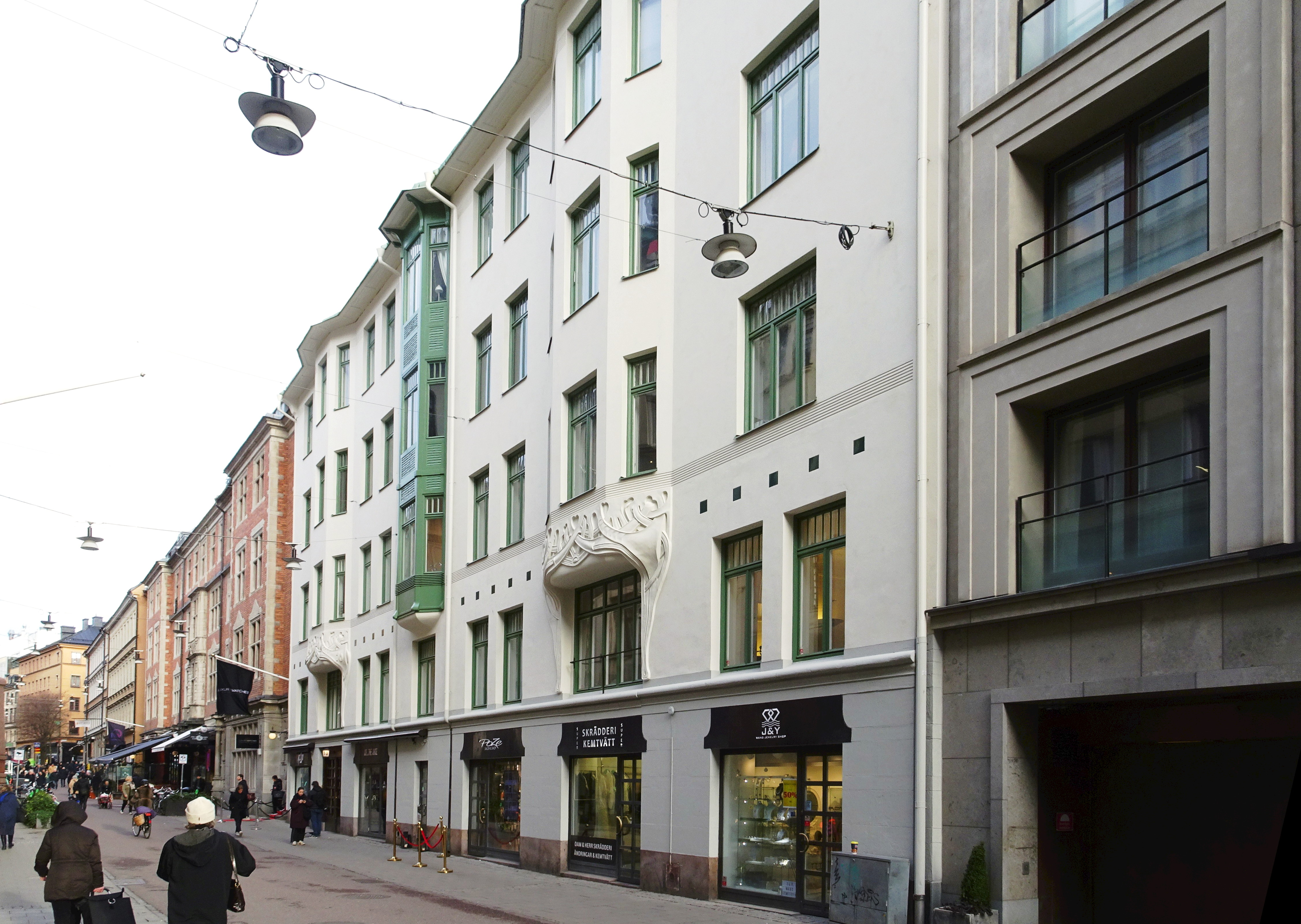
Grev Turegatan 10 (Riddaren 20)

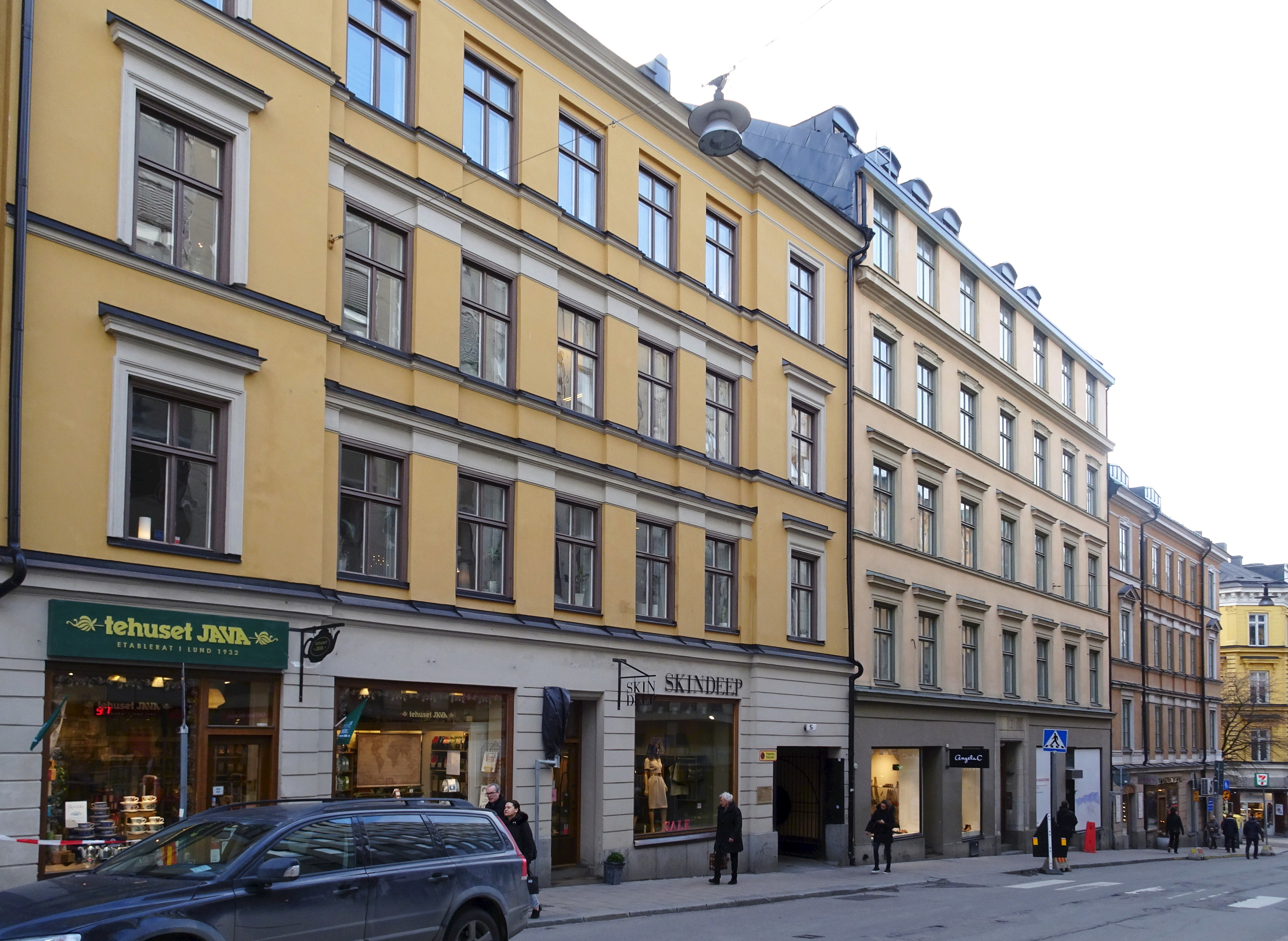
Humlegårdsgatan 5, 7 och 9 (Riddaren 8, 14, 15)
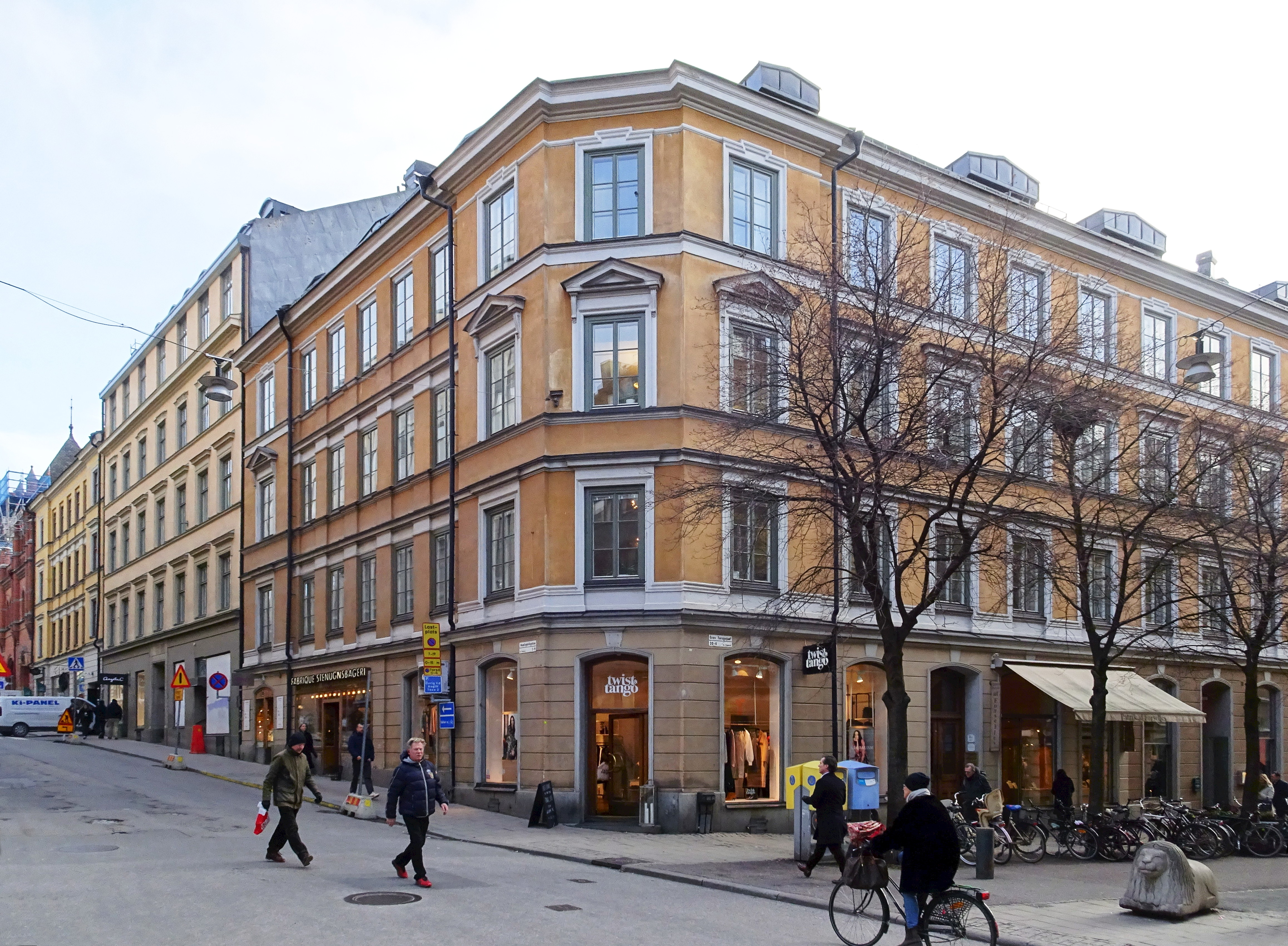
Grev Turegatan 20 / Humlegårdsgatan 1 (Riddaren 15)
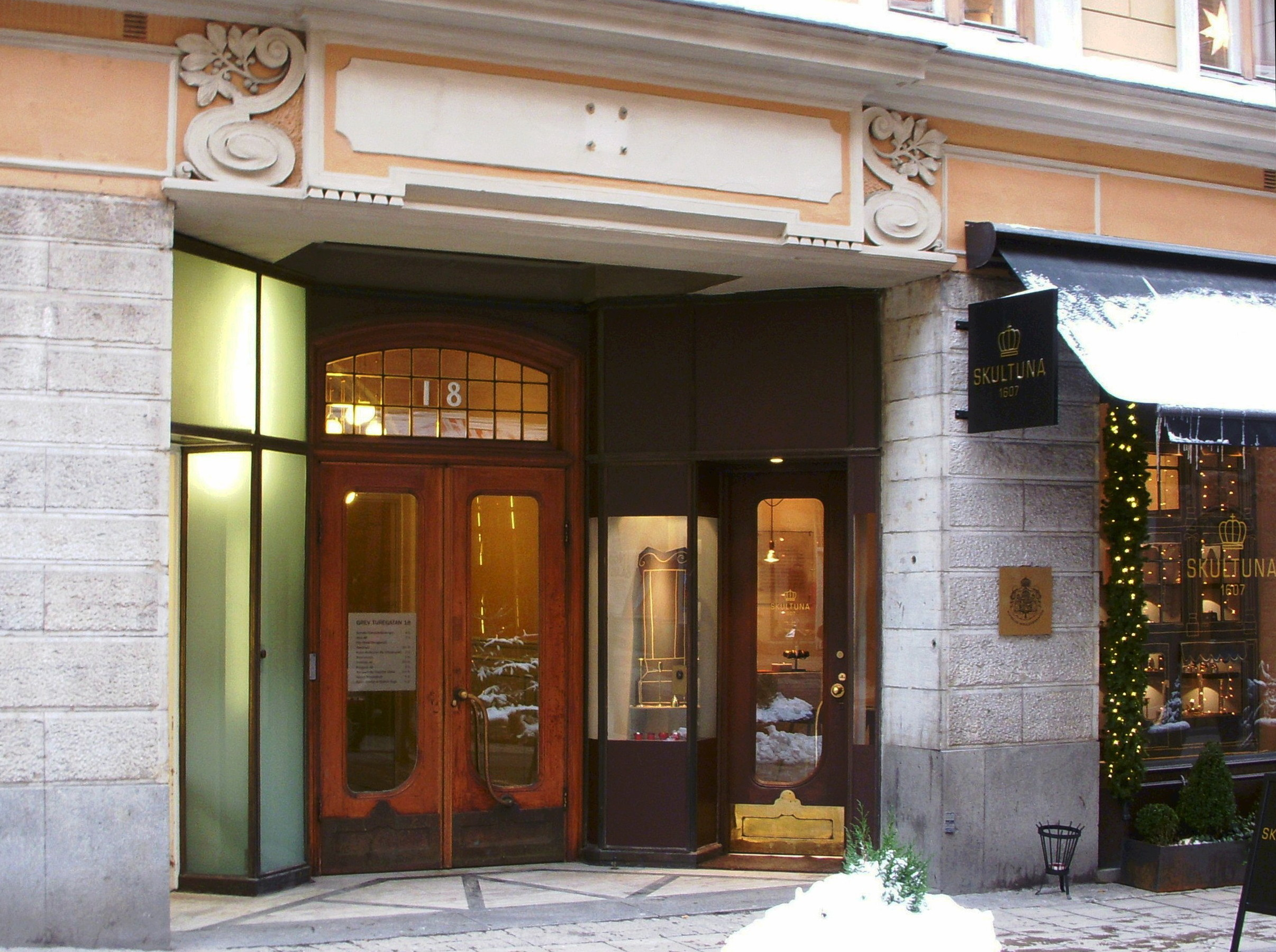
Grev Turegatan 18 (Riddaren 16)
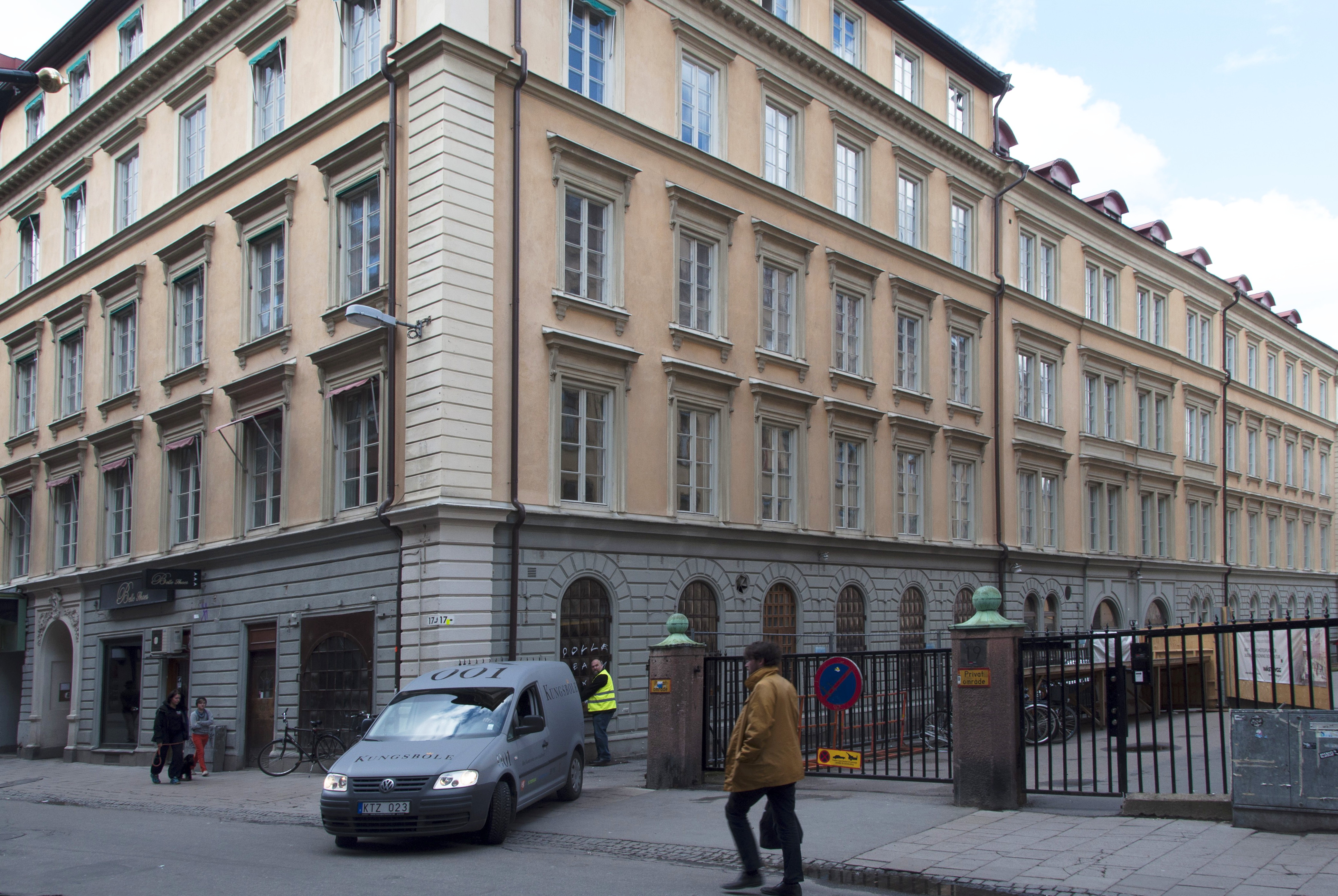
Astoriahuset före ombyggnaden (Riddaren 18)